# Carreteras de Bolivia

Carreteras de Bolivia

La Red Vial de Bolivia corresponde a los diferentes caminos y rutas que existen en Bolivia. En la actualidad, el país posee una de las más extensas redes viales de América Latina con alrededor de 189 850 kilómetros de caminos. Las carreteras en Bolivia se dividen en tres grandes grupos: la Red Vial Fundamental, la Red Vial Departamental y la Red Vial Municipal. En cuanto a la rodadura, hasta el año 2019, de los 189 850 kilómetros, porlomenos unos 30 396 kilómetros son caminos completamente pavimentados, otros 49 668 kilómetros aún son caminos de ripio, unos 102 088 kilómetros son todavía caminos de tierra y finalmente otros 4 051 kilómetros están empedrados.

## Historia
Durante alrededor de 130 años (desde 1825 hasta 1955), la red vial de Bolivia había sido completamente rudimentaria, pues todos los caminos que el país poseía hasta ese entonces fueron hechos a mano y sin ningún sistema ni tipo de drenaje. Los ferrocarriles en Bolivia, implementados desde el año 1892, dominaron muy ampliamente el transporte en todo el país por más de 60 años, pero su hegemonía absoluta comenzó a decaer a partir de mediados de la década de 1950, cuando los bolivianos empezaron a utilizar mayormente los automóviles para transportarse por las carreteras.
Como parte del Plan Bohan, ya a mediados del siglo XX, Estados Unidos decidió colaborar económicamente a Bolivia en la construcción de las carreteras y apoyar también con asistencia técnica estadounidense. A raíz de esto, el año 1955, el primer gobierno del presidente Víctor Paz Estenssoro decidió crear el Servicio Cooperativo Boliviano Americano de Caminos (SCBAC) con el objetivo de que todos los caminos estén bajo el control de esta entidad, además de ser la encargada de la construcción, mejoramiento y mantenimiento de las principales carreteras. Sin embargo, la asistencia técnica de Estados Unidos solamente duró hasta 1964 por lo que el segundo gobierno de Víctor Paz decidió crear el Servicio Nacional de Caminos (SNC).
| Países de América Latina según la longitud de sus carreteras y su superficie territorial | Países de América Latina según la longitud de sus carreteras y su superficie territorial | Países de América Latina según la longitud de sus carreteras y su superficie territorial | Países de América Latina según la longitud de sus carreteras y su superficie territorial |
| Puesto                                                                                   | País                                                                                     | Kilómetros de Caminos                                                                    | Superficie del País                                                                      |
| ---------------------------------------------------------------------------------------- | ---------------------------------------------------------------------------------------- | ---------------------------------------------------------------------------------------- | ---------------------------------------------------------------------------------------- |
| 1°                                                                                       | Brasil                                                                                   | 1 700 000 kilómetros                                                                     | 8 514 877 km²                                                                            |
| 2°                                                                                       | Argentina                                                                                | 436 825 kilómetros                                                                       | 2 792 600 km²                                                                            |
| 3°                                                                                       | México                                                                                   | 398 148 kilómetros                                                                       | 1 964 375 km²                                                                            |
| 4°                                                                                       | Colombia                                                                                 | 206 500 kilómetros                                                                       | 1 141 748 km²                                                                            |
| 5°                                                                                       | Bolivia                                                                                  | 194 949 kilómetros                                                                       | 1 098 581 km²                                                                            |
| 6°                                                                                       | Perú                                                                                     | 140 672 kilómetros                                                                       | 1 285 216 km²                                                                            |
| 7°                                                                                       | Venezuela                                                                                | 96 189 kilómetros                                                                        | 916 445 km²                                                                              |
| 8°                                                                                       | Chile                                                                                    | 77 801 kilómetros                                                                        | 755 934 km²                                                                              |
| 9°                                                                                       | Uruguay                                                                                  | 77 732 kilómetros                                                                        | 176 215 km²                                                                              |
| 10°                                                                                      | Paraguay                                                                                 | 74 676 kilómetros                                                                        | 406 750 km²                                                                              |
| 11°                                                                                      | Cuba                                                                                     | 60 000 kilómetros                                                                        | 110 860 km²                                                                              |
| 12°                                                                                      | Ecuador                                                                                  | 43 216 kilómetros                                                                        | 283 561 km²                                                                              |
| 13°                                                                                      | Nicaragua                                                                                | 23 897 kilómetros                                                                        | 121 430 km²                                                                              |
| 14°                                                                                      | Jamaica                                                                                  | 22 121 kilómetros                                                                        | 11 524 km²                                                                               |
| 15°                                                                                      | República Dominicana                                                                     | 19 705 kilómetros                                                                        | 48 762 km²                                                                               |
| 16°                                                                                      | Guatemala                                                                                | 17 621 kilómetros                                                                        | 108 990 km²                                                                              |
| 17°                                                                                      | Panamá                                                                                   | 16 366 kilómetros                                                                        | 78 260 km²                                                                               |
| 18°                                                                                      | Honduras                                                                                 | 14 742 kilómetros                                                                        | 112 492 km²                                                                              |
| 19°                                                                                      | El Salvador                                                                              | 9 012 kilómetros                                                                         | 21 481 km²                                                                               |
| 20°                                                                                      | Costa Rica                                                                               | 5 035 kilómetros                                                                         | 51 160 km²                                                                               |
| 21°                                                                                      | Haití                                                                                    | 4 266 kilómetros                                                                         | 27 850 km²                                                                               |

| Rutas de Bolivia por Redes Viales | Rutas de Bolivia por Redes Viales     | Rutas de Bolivia por Redes Viales       | Rutas de Bolivia por Redes Viales   | Rutas de Bolivia por Redes Viales |
| Año                               | Kilómetros de la Red Vial Fundamental | Kilómetros de la Red Vial Departamental | Kilómetros de la Red Vial Municipal | TOTAL Kilómetros en Bolivia       |
| --------------------------------- | ------------------------------------- | --------------------------------------- | ----------------------------------- | --------------------------------- |
| 2000                              | 10 478 kilómetros                     | 4 232 kilómetros                        | 41 820 kilómetros                   | 56 530 kilómetros                 |
| 2001                              | 11 251 kilómetros                     | 4 894 kilómetros                        | 41 818 kilómetros                   | 57 963 kilómetros                 |
| 2002                              | 12 255 kilómetros                     | 11 531 kilómetros                       | 36 650 kilómetros                   | 60 436 kilómetros                 |
| 2003                              | 12 255 kilómetros                     | 14 224 kilómetros                       | 34 272 kilómetros                   | 60 751 kilómetros                 |
| 2004                              | 14 366 kilómetros                     | 14 606 kilómetros                       | 33 669 kilómetros                   | 62 641 kilómetros                 |
| 2005                              | 15 665 kilómetros                     | 16 433 kilómetros                       | 34 978 kilómetros                   | 67 076 kilómetros                 |
| 2006                              | 16 029 kilómetros                     | 17 851 kilómetros                       | 35 854 kilómetros                   | 69 734 kilómetros                 |
| 2007                              | 15 964 kilómetros                     | 19 284 kilómetros                       | 39 492 kilómetros                   | 74 740 kilómetros                 |
| 2008                              | 15 921 kilómetros                     | 24 346 kilómetros                       | 40 437 kilómetros                   | 80 704 kilómetros                 |
| 2009                              | 16 054 kilómetros                     | 24 513 kilómetros                       | 39 819 kilómetros                   | 80 387 kilómetros                 |
| 2010                              | 16 210 kilómetros                     | 25 202 kilómetros                       | 40 984 kilómetros                   | 82 395 kilómetros                 |
| 2011                              | 15 983 kilómetros                     | 25 596 kilómetros                       | 41 006 kilómetros                   | 82 585 kilómetros                 |
| 2012                              | 15 972 kilómetros                     | 29 327 kilómetros                       | 41 006 kilómetros                   | 86 304 kilómetros                 |
| 2013                              | 15 986 kilómetros                     | 30 141 kilómetros                       | 41 690 kilómetros                   | 87 817 kilómetros                 |
| 2014                              | 15 982 kilómetros                     | 29 183 kilómetros                       | 41 690 kilómetros                   | 86 855 kilómetros                 |
| 2015                              | 15 982 kilómetros                     | 31 769 kilómetros                       | 41 690 kilómetros                   | 89 441 kilómetros                 |
| 2016                              | 16 343 kilómetros                     | 31 365 kilómetros                       | 41 690 kilómetros                   | 89 397 kilómetros                 |
| 2017                              | 16 199 kilómetros                     | 31 785 kilómetros                       | 104 471 kilómetros                  | 152 455 kilómetros                |
| 2018                              | 16 226 kilómetros                     | 35 045 kilómetros                       | 133 455 kilómetros                  | 184 726 kilómetros                |
| 2019                              | 16 272 kilómetros                     | 35 879 kilómetros                       | 140 245 kilómetros                  | 192 396 kilómetros                |
| 2020                              | 16 204 kilómetros                     | 36 464 kilómetros                       | 142 281 kilómetros                  | 194 949 kilómetros                |

## Redes Viales
El 21 de agosto de 1998 y mediante decreto supremo N° 25134, el segundo gobierno del presidente Hugo Banzer Suárez decidió dividir a las carreteras bolivianas en 3 grandes grupos, los cuales eran los siguientes: la Red Vial Fundamental, la Red Vial Departamental y la Red Vial Municipal.

### Red Vial Fundamental
Son las principales carreteras de Bolivia de primer orden, las cuales tienen el objetivo de conectar las grandes capitales de departamento con los países vecinos limítrofes, o sino también con otras ciudades capitales departamentales. La institución encargada de la construcción y mantenimiento de los caminos de la Red Vial Fundamental es la Administradora Boliviana de Carreteras (ABC).
En la actualidad, alrededor de 45 rutas nacionales conforman la Red Vial Fundamental , los cuales son los siguientes:
| Rutas de la Red Vial Fundamental de Bolivia | Rutas de la Red Vial Fundamental de Bolivia | Rutas de la Red Vial Fundamental de Bolivia                       | Rutas de la Red Vial Fundamental de Bolivia |
| Ruta                                        | Kilómetros                                  | Departamentos por donde atraviesa las rutas de la Red Fundamental |                                             |
| ------------------------------------------- | ------------------------------------------- | ----------------------------------------------------------------- | ------------------------------------------- |
| Ruta 1                                      | 1215 km                                     | La Paz Oruro Potosí Chuquisaca Tarija                             |                                             |
| Ruta 2                                      | 155 km                                      | La Paz                                                            |                                             |
| Ruta 3                                      | 602 km                                      | La Paz Beni                                                       |                                             |
| Ruta 4                                      | 1657 km                                     | Oruro La Paz Cochabamba Santa Cruz                                |                                             |
| Ruta 5                                      | 898 km                                      | Santa Cruz Cochabamba Chuquisaca Potosí                           |                                             |
| Ruta 6                                      | 976 km                                      | Santa Cruz Chuquisaca Potosí Oruro                                |                                             |
| Ruta 7                                      | 488 km                                      | Cochabamba Santa Cruz                                             |                                             |
| Ruta 8                                      | 696 km                                      | Beni                                                              |                                             |
| Ruta 9                                      | 1631 km                                     | Tarija Chuquisaca Santa Cruz Beni                                 |                                             |
| Ruta 10                                     | 774 km                                      | Santa Cruz                                                        |                                             |
| Ruta 11                                     | 370 km                                      | Tarija                                                            |                                             |
| Ruta 12                                     | 279 km                                      | Oruro                                                             |                                             |
| Ruta 13                                     | 370 km                                      | Pando Beni                                                        |                                             |
| Ruta 14                                     | 316 km                                      | Potosí                                                            |                                             |
| Ruta 15                                     | 27 km                                       | Cochabamba                                                        |                                             |
| Ruta 16                                     | 1036 km                                     | La Paz Pando                                                      |                                             |
| Ruta 17                                     | 200 km                                      | Santa Cruz                                                        |                                             |
| Ruta 18                                     | 76 km                                       | Pando                                                             |                                             |
| Ruta 19                                     | 211 km                                      | La Paz                                                            |                                             |
| Ruta 20                                     | 81 km                                       | Potosí Chuquisaca                                                 |                                             |
| Ruta 21                                     | 197 km                                      | Potosí                                                            |                                             |
| Ruta 22                                     | 249 km                                      | Santa Cruz                                                        |                                             |
| Ruta 23                                     | 147 km                                      | Cochabamba                                                        |                                             |
| Ruta 24                                     | 260 km                                      | Cochabamba Beni                                                   |                                             |
| Ruta 25                                     | 481 km                                      | La Paz Cochabamba                                                 |                                             |
| Ruta 26                                     | 332 km                                      | La Paz                                                            |                                             |
| Ruta 27                                     | 150 km                                      | Oruro                                                             |                                             |
| Ruta 28                                     | 165 km                                      | Tarija Potosí                                                     |                                             |
| Ruta 29                                     | 83 km                                       | Tarija                                                            |                                             |
| Ruta 30                                     | 204 km                                      | Oruro Potosí                                                      |                                             |
| Ruta 31                                     | 169 km                                      | Oruro                                                             |                                             |
| Ruta 32                                     | 65 km                                       | Oruro Potosí                                                      |                                             |
| Ruta 33                                     | 169 km                                      | Tarija                                                            |                                             |
| Ruta 34                                     | 190 km                                      | Santa Cruz                                                        |                                             |
| Ruta 35                                     | 122 km                                      | Santa Cruz                                                        |                                             |
| Ruta 36                                     | 224 km                                      | Santa Cruz                                                        |                                             |
| Ruta 37                                     | 38 km                                       | Santa Cruz                                                        |                                             |
| Ruta 38                                     | 74 km                                       | Santa Cruz Chuquisaca                                             |                                             |
| Ruta 39                                     | 230 km                                      | Santa Cruz                                                        |                                             |
| Ruta 40                                     | 54 km                                       | La Paz                                                            |                                             |
| Ruta 41                                     | 29 km                                       | La Paz                                                            |                                             |
| Ruta 42                                     | 10 km                                       | La Paz                                                            |                                             |
| Ruta 43                                     | 176 km                                      | La Paz                                                            |                                             |
| Ruta 44                                     | 42 km                                       | Oruro La Paz                                                      |                                             |
| Ruta 45                                     | 92 km                                       | Tarija                                                            |                                             |

### Red Vial Departamental
Son carreteras departamentales de segundo orden, las cuales conectan a las capitales de cada provincia con las carreteras de Red Vial Fundamental, o sino también con otras capitales provinciales. Los encargados de la construcción y el mantenimiento de los caminos de la Red Vial Departamental son los diferentes Servicios Departamentales de Caminos, los cuales pertenecen a los 9 Gobiernos Autónomos Departamentales (gobernaciones).

### Red Vial Municipal
Son caminos municipales de tercer orden, los cuales conectan las capitales de cada municipio con otras pequeñas localidades del mismo municipio, con las carreteras de la Red Vial Fundamental o con las carreteras de la Red Vial Departamental, o sino también con otras capitales municipales y localidades. Los Gobiernos Autónomos Municipales son los encargados de la administración de las rutas de la Red Vial Municipal.